# Jorge Amirutzes
Jorge Amiroutzés (en griego: Γεώργιος Ἀμιρουτζής) fue un estadista, escritor y filósofo griego del siglo XV, nacido en Trebisonda a principios del aquel siglo, y muerto hacia 1470.

## Biografía
Proveniente de una familia de nobles de Trebisonda, era primo materno del pachá Mahmud Bajá Angelović, que fue gran visir del sultán Mehmet II. Aparece por primera vez en la documentación como uno de los sabios y dignatarios laicos que acompañaron la delegación bizantina al concilio de Ferrara-Florencia (1438-39), con Gemisto Pletón y Jorge Escolario: fue con el metropolita Doroteo de Trebizonda, y se mostró firme partidario de la unión de las iglesias latina y griega. Silvestre Sirópulo lo presenta como un personaje muy desagradable: en la undécima sesión en Ferrara (18 de noviembre de 1438), se retira con el megas protosyncellos Gregorio y un tercer hombre identificado generalmente como Jorge Escolario, al sector de la sala ocupado por los latinos, y el grupo se mofa abiertamente de Marcos de Éfeso, campeón de los antiunionistas; en Florencia, en mayo de 1439, durante una reunión a parte de la delegación bizantina, ataca brutalmente a Gregorio, Besarión e Isidoro de Kiev y al mismo Marcos de Éfeso, y como Gemisto Pletón intenta defenderlo, también lo rechaza con mucha violencia, hasta el punto de que todo el mundo se pregunta cómo puede ser que el emperador Juan VIII no lo llame al orden.
Luego ejerció importantes funciones en el Imperio de Trebisonda: en 1447-49, se encuentra en Génova como embajador del emperador Juan IV Comneno, y luego lleva los títulos de megas logothetes y de protovestiarios en la corte de David II. En el momento en que las tropas del sultán Mehmed II asediaron Trebisonda (1461), el que llevó las conversaciones con el gran visir Mahmud Bajá Angelović, fue él, que era su primo hermano, y probablemente también haya sido él quien aconsejó la capitulación (15 de agosto de 1461). El hecho no le resultó bien, pues en una carta a Besarión (11 de diciembre de 1461), tras relatar cómo los turcos habían conquistado su patria común, pide dinero para poder obtener la liberación de su hijo Basilio.
Luego, por intermedio de su primo el gran visir, entra en contacto con el sultán y vive en su corte en Constantinopla. El humanista Jorge de Trebizonda se encuentra con él allí durante su estancia en 1465-66. Su éxito con Mehmed II hace que los cristianos lo acusen de apostasía; de hecho, el "Diálogo con el Sultán sobre la fe cristiana" parece indicar que conversó con el soberano como cristiano; sus dos hijos (Basilio y Alejandro) acabaron por convertirse al islam (convirtiéndose respectivamente en Mehmet Bey y Skender Bey), pero no sabemos en qué fecha. Alejandro "Iskender Bey", que llegó a ser un alto funcionario de la administración tributaria otomana, sacó a la luz un fraude en la sucesión del patriarca Simeón I (murió después de 1486), lo que no contribuyó a restaurar reputación de la familia en los círculos próximos al patriarcado. Hacia 1468-70, mantuvo correspondencia (tres cartas son suyas) con Teodoro Agaliano (entonces metropolita Teófanes de Medea) respecto al diálogo de "Sobre la Providencia" de este último.

## Obra
Juzgado muy negativamente por sus compatriotas griegos, tanto por su activismo a favor de la unión de las iglesias y por su supuesta apostasía en la corte de Mehmed II. En contrapartida, fue unánimemente considerado uno de los hombres más cultos de su época (y apodado por esta razón "el Filósofo"). Sin embargo, solo quedan algunos de sus textos, que no pueden explicar esta gran reputación, y se ignora si se han perdido obras más importantes.
Dos obras conservadas de Amirutzes se relacionan con sus relaciones con el sultán: un tratado sobre la Geografía de Ptolomeo, y un diálogo entre el filósofo y el sultán sobre la fe cristiana. Miguel Critóbulo informa que durante el verano de 1465 el soberano otomano le encargó a Amirutzes un mapamundi basado en la obra de Ptolomeo; los nombres del mapa se escribieron en griego y en árabe (en árabe por Basilio Amiroutzés, que ya lo había aprendido); el resultado satisfizo tanto al sultán que encargó una traducción entera de la obra de Ptolomeo al árabe. El comentario sobre esta obra debió de acompañar la realización del mapa. En cuanto al «diálogo religioso» con Mehmet II, su versión escrita, sin duda uno de los últimos textos de Amiroutzés, se presenta como una obra polémica y apologética destinada a un público cristiano. Ambos textos no se conservan sino en traducciones latinas de comienzos del siglo XVI: el primero (De his quæ Geographiæ debent adesse) en un volumen en latín dedicado a las obras geográficas de Ptolomeo, realizado en Núremberg en 1514 por Johannes Werner; el segundo (Dialogus de fide in Christum habitus cum rege Turcarum, o Philosophus vel de fide) en una traducción anónima realizada en Roma en 1518, que se halla en el manuscrito Paris. lat. 3395.
Quince textos filosóficos fragmentarios o en estado de esbozo se han publicado en un volumen de Peeters en 2011; revelan a un filósofo aristotélico influenciado por el tomismo, muy hostil al platonismo. Por lo demás, se conservan seis cartas auténticas: una a un tal Miguel Koressios de Tesalónica, posterior a la caída de Constantinopla en 1453, y dedicada a un debate teológico con un latino; la carta a Besarión del 11 de diciembre de 1461 sobre la caída de Trebisonda; tres cartas a Teodoro Agaliano y una a Miguel Critóbulo (1468-70) dedicada al diálogo Sobre la Providencia de Agaliano (y conservada en la correspondencia de este último). Hay que sumar la profesión de fe redactada en Florencia, seis poemas conservados en un manuscrito del monte Atos (Dionysiou 263), y otro en un manuscrito de Estambul (Topkapı Sarayı G.I.39).